# Notopleura marginata
Notopleura marginata là một loài thực vật có hoa trong họ Thiến thảo. Loài này được (Benth.) Bullock mô tả khoa học đầu tiên năm 1958.